# Pius Kim Jin-hu
Pius Kim Jin-hu (ur. 1739 w Solmoe, zm. 20 października 1814 w Chungcheong) – koreański męczennik, błogosławiony Kościoła katolickiego

## Życiorys
Urodził się w 1739. Był pradziadkiem przyszłego świętego Andrzeja Kim Taegon, a ojcem Andrzeja Kim Dzong Hana. O katolicyzmie dowiedział się od swojego najstarszego syna. Został ochrzczony w wieku 50 lat. W 1791 roku został kilkakrotnie aresztowany i został zwolniony z nieznanych nam powodów. Ponownie go uwięziono i uwolniono w 1801. Wreszcie w 1805 roku go aresztowano i przewieziono do więzienia w Chungcheong. Tam spędził prawie dziesięć lat. Zmarł wyczerpany cierpieniami 20 października 1814 w wieku 75 lat. 7 lutego 2014 papież Franciszek podpisał dekret o jego męczeństwie (z powodu cierpień jakie wycierpiał w więzieniu). Tenże sam papież beatyfikował go w dniu 16 sierpnia 2014 roku w grupie 124 męczenników koreańskich w czasie swojej podróży do Korei Południowej.